# 16 жеља
16 жеља (енгл. 16 Wishes) је тинејџерски фантастично-хумористички телевизијски филм из 2010. године редитеља Питера Делуиза и списатељице Ени Дејанг, у ком играју Деби Рајан и Жан-Лук Билодо. Премијера је била 25. јуна 2010. године на каналу Disney Channel у Сједињеним Државама и 10. јула 2010. године на каналу Family Channel у Канади. Филм је био најгледанији кабловски програм током дана премијере на каналу Disney Channel. Поред тога, филм 16 жеља представио је Рајанову новој публици, попут савремене публике за одрасле, будући да је филм добио велику гледаност у демографској категорији за одрасле (18–34). Филм је био други најгледанији програм на кабловској током недеље премијере.
Представља други филм који је објављен на каналу Disney Channel током 2010. године који није промовисан као „Disney Channel Original Movie” (после филм Шпијунка Харијет: Ратови блогова) и супродуциран је између студија Disney Channel, Family Channel, Unity Pictures of Vancouver и MarVista Entertainment у Лос Анђелесу. У другим земљама, рекламиран је као Disney Channel Original Movie.

## Радња
Аби Џенсен планира свој слатки шеснаести од када је била девојчица. Она води списак жеља за које жели да се остваре. Када напокон стиже велики дан, она узбуђено додаје на листу своју шеснаесту и последњу жељу: фотографију Логана, своје симпатије. Родитељи и брат Мајк је изненађују, али она их грубо одбија.
Тада започиње прва од многих необичних појава, од којих свака укључује посете необичне жене, Селест. Први пут се појављује као истребљивач када кућу Џенсенових преплаве осе из гнезда које се градило 16 година. Селест спашава Абину листу жеља, али породица није у стању да се врати у своју кућу док осе не буду истребљене.
Појављује се Аббиин најбољи пријатељ, Џеј Кеплер, који нуди Аби своју јакну. Кад Абби посегне у џеп, проналази рођендански поклон за њу—огрлицу са половином срца на којој пише „нпз”. Џеј користи другу половину као привезак за кључеве. Долази камион за доставу и Селест излази обучена као поштарка и даје Аби пакет са 16 свећа и кутијом шибица. Аби запали прву свећу, њена прва жеља, упознавање славног Џоија Локхарт, је испуњена. Аби тада схвата да свеће одговарају жељама на њеној листи жеља. Аби запали осму свећу и испуни јој се жеља за црвеним аутомобилом. Из аутомобила излази Селест. Аби схвати да је Селест чаробно биће и да јој се жеље остваре сваки пут кад се упали свећа и Селест се појави кад год јој се удовољи.
Аби безуспешно покушава да оствари трећу жељу. Селест објашњава да Аби мора сачекати неколико сати док не зажели нове жеље и да ће у поноћ Абине свеће истећи и жеље које је поставила бити трајне. Аби изражава још жеља, због чега је победила своју непријатељицу, Кристу Кук, која има исти рођендан као и она, у одбојкашкој утакмици и постала председница ученичког тела.
Аби се сећа да јој треба хаљина за рођендан и одлучује да је купи са Џејем, који пристаје да је плати. Прати их Криста, која узима Џејев новчаник кад га спусти. Она убеђује службеника у продавници да њих двоје заправо неће ништа купити; службеник их избацује. Аби користи 9. свећу како би желела да се према њој понашају као према одраслој особи, што додаје последице пунолетства којих се није сетила. Аби одједном више није дозвољено да похађа средњу школу и нико је се у школи не сећа, чак ни Џеј. Родитељи јој купују нови стан и остављају је да живи сама.
Пожаливши због своје жеље, Аби безуспешно покушава да створи нове жеље и неке промени. Аби жели да је родитељи разумеју; родитељи је разумеју, али под утиском да је одрасла. Аби пролази поред Кристиног слатког шеснаестог и спази Џеја. Џеју враћа сећања да су најбољи пријатељи показујући му огрлицу коју јој је поклонио. Међутим, Џеј није у могућности да јој помогне. Аби разговара са Кристом и схвата да је са њом у добрим односима у одраслом добу. Такође схвата да је Џеј све време желео да буде председник ученичког тела.
Очајна, Аби се враћа у свој стан где се појављује Селест. Аби разговара са Селест и говори јој како је била себична јер је размишљала о себи због својих пријатеља и породице, јер није схватила шта је већ имала. Аби је на крају пронашла рупу кроз магијска правила јер је њена последња жеља била залепљена жваком, делујући као „баријера” између слике и правила. Она пребацује слику на слику коју је снимила тог јутра и пожели да се врати у то јутро непосредно пре поноћи.
Абин живот се затим враћа у нормалу. Аби баца листу жеља и даје јој новац Мајку за гитару. Аби проналази Кристу како носи плакате са натписом „Гласај за Кристу”. Она и Криста се помире након што Криста каже Аби да је не воли јер јој је одузела Џеја као пријатеља. Аби и Криста престају да се такмиче и заједно раде на томе да Џеј постане председник студентског тела, испуњавајући његов сан. Аби и Криста имају заједничку рођенданску забаву. Криста и Логан постају пар, а Мајков таленат је препознат. Аби каже Џеју да више нема жеља и они се љубе. Селест се тада претвара у вилу и одлети. Парови—Аби и Џеј, Криста и Логан—заједно плешу на забави. 

## Улоге
| Глумац          | Улога                     |
| --------------- | ------------------------- |
| Деби Рајан      | Абигејл „Аби” Луиз Џенсен |
| Жан-Лок Билдо   | Џеј Кеплер                |
| Ана Меј Рутлеџ  | Селест                    |
| Кариса Тајнс    | Криста Кук                |
| Џол Семаде      | Џои Локхарт               |
| Кејнан Вајб     | Мајк Џенсен               |
| Патрик Гилмор   | Боб Џенсен                |
| Кендал Крос     | Сју Џенсен                |
| Џес Рид         | Теодор Хоуп               |
| Бренда Крикхлоу | гђица. Дафи               |
| Патриша Ајзак   | продавачица               |
| Гари Џоунс      | директор Смит             |
| Кејли Крос      | Аби                       |